# Plínio Lemos
Plínio Lemos (Areia, 3 de abril de 1903 — São Paulo, 23 de abril de 1982), filho de José de Lemos Pessoa de Vasconcelos e de Francisca Pereira de Melo, foi um político brasileiro e era casado com Maria Nina de Almeida Lemos.
Formado em dezembro de 1928 na Faculdade de Direito da Universidade de Recife, era advogado e promotor público. Participou da campanha da Aliança Liberal e comandou o 4º Batalhão da Força Pública de Minas Gerais na Revolução de 1930.
Foi o relator do primeiro e do segundo planos da Superintendência do Desenvolvimento do Nordeste (Sudene), além de também ter sido promotor em Patos e Cajazeiras, no interior da Paraíba, e em Ituiutabá (MG). Atuou, também, como secretário-redator do Diário da Manhã, na cidade de Belo Horizonte.
Entre 1931 e 1934, foi oficial de gabinete de José Américo de Almeida no Ministério da Viação e Obras Públicas.
Com a queda do Estado Novo, que durou de 1937 a 1945, e com a redemocratização do Brasil, em dezembro de 1945 Plínio elegeu-se deputado da Paraíba na legenda da União Democrática Nacional (UDN) à Assembleia Nacional Constituinte. Em fevereiro do ano seguinte, assumiu o mandato, participou dos trabalhos constituintes e, depois da publicação da Nova Carta no dia 18 de setembro de 1946 e da mudança da Assembleia em Congresso ordinário, Lemos executou o mandato até janeiro de 1951. Ao longo dessa legislatura ele constituiu as comissões Permanente de Obras Públicas - da qual foi presidente - e a Especial de Pecuária. No ano de 1948 votou contra a cassação dos mandatos dos parlamentares comunistas, porém foi voto suplantado.
Obteve seu primeiro cargo como deputado federal na eleição de outubro de 1950, por seu estado na legenda da Coligação Democrática Paraibana, que era formada pelo Partido Social Democrático (PSD) e pelo Partido Libertador (PL). De junho a setembro de 1951 ocupou uma cadeira na Câmara e desse mesmo ano até 1954 foi prefeito de Campina Grande, na Paraíba. Elegeu-se, em outubro de 1954, como deputado federal pela Paraíba na mesma legenda. Quando assumiu o mandato em fevereiro do ano seguinte, apresentou e apoiou projetos próprios à criação de um instituto agrário e à determinação do melhoramento das terras marginais destinadas aos grandes açudes, sendo que seu último projeto foi vetado pelo presidente Juscelino Kubitschek (1956-1961).
No mês de outubro do ano de 1958, Lemos voltou a se candidatar à Câmara dos Deputados, porém dessa vez pela Coligação Nacionalista Libertadora, que era composta pela UDN e pelo PL, e dessa forma obteve de novo a primeira suplência. Cessou sua participação na Câmara em janeiro de 1959 e voltou a desempenhar as funções de seu mandato de julho do mesmo ano até janeiro de 1960, depois disso exerceu novamente de fevereiro a fevereiro do ano de 1962 e mais uma vez do mês de abril a dezembro de 62. No decorrer desse período, Plínio se declarou contra a volta do Brasil em manter relações diplomáticas com a União Soviética, as quais tinham sido rompidas no ano de 1947 e que foram retomadas em novembro de 1961.
No ano de 1962 se elegeu novamente como deputado federal pela UDN e assumiu o cargo no mês de fevereiro do ano seguinte. Nesse mesmo ano, em 1963, fez uma declaração ao jornal Correio Brasiliense dizendo que era partidário do cooperativismo e que considerava o presidencialismo um regime favorável às características ditatoriais. Também expôs que a organização fiscal poderia possibilitar ao Estado certos recursos para diminuir as diferenças sociais, evidenciando, conforme essa questão, que via na Carta Encíclica Mater et Magistra um ideário para as reformas sociais.
Posteriormente ao movimento político-militar do dia 31 de março de 1964, o qual depôs o então presidente João Goulart (1961-1964), Lemos comandou nos dois anos seguintes a Comissão de Fiscalização Financeira e a Tomada de Contas da Câmara dos Deputados. Sucessivamente a este fato, em junho de 1977, Plínio declarou ao Jornal do Brasil que como presidente da comissão tentou acabar com a política de distribuição de subvenções parlamentares a entidades fantasmas, mas não obteve sucesso.
Com a inauguração do bipartidarismo no Brasil, após a extinção dos partidos políticos pelo Ato Institucional nº2 (decretado no dia 27 de outubro de 1965), Plínio se filiou à Aliança Renovadora Nacional (Arena), partido que apoiava o regime militar, e no mês de novembro de 1966 nomeou-se substituto de deputado federal por ela.
Em janeiro de 1967 deixou seu posto na Câmara e depois retornou para ocupar uma cadeira nos períodos de março a julho de 1968, de agosto do mesmo ano a abril de 1969, após isso ocupou novamente de novembro de 1970 a janeiro de 1971.
Nas eleições de 1970 concorreu mais uma vez como candidato e obteve uma suplência, porém não chegou a exercer o mandato. Voltou a candidatar-se para uma cadeira na Câmara dos Deputados durante as disputas eleitorais do mês de novembro de 1974, quando conseguiu ficar na primeira suplência, e no ano de 1978, ficou na terceira suplência. Após esse evento, e nesse mesmo ano, Plínio Lemos afastou-se da política e voltou a desempenhar a função de promotor público.
Foi acusado de ser mandante do assassinato patrocinado contra o ex-vereador Félix Araújo, que ocorreu no dia 13 de julho de 1953, ao meio dia, no centro da cidade de Campina Grande, vindo este a falecer em 27 de julho de 1953, aos 30 anos de idade, vítima de tais ferimentos. Segundo o jornal O Globo, em uma matéria veiculada no dia 28 de julho, Felix se empenhava na investigação de irregularidades no mandato de Plínio. O então vereador Felix Araújo havia solicitado comprovações de despesas autorizadas pelo então gestor municipal. João Madeira, guarda-costas do então prefeito, foi identificado como atirador e preso em flagrante, minutos após os disparos, na residência do então prefeito. Após a prisão e abertura de inquérito policial, o funcionário foi exonerado de suas funções. De acordo com o Diário de Pernambuco, após o atentado, João Madeira buscou refúgio na residência de Plínio Lemos, onde foi localizado pelo Delegado Genival Queiroz, pelo vereador Pedro Sabino e pelo dr. Willian Arruda. Nesse local, foi efetuada a sua prisão em flagrante logo após o atentado.
O episódio provocou ampla comoção no estado da Paraíba. Segundo o Jornal do Brasil (de 15 de julho de 1953), o deputado João Agripino explicou que "o vereador Felix Araújo solicitara, a fim de apreciar, a documentação relativa a despesas de vulto não comprovadas e autorizadas pelo prefeito daquela cidade, Plinio Lemos"  (Jornal do Brasil, edição 00160, caderno 1, p. 9). Após denúncia, Felix Araújo foi alvejado, pelas costas, por João Madeira, tendo sido seccionada a sua coluna vertebral pelo disparo, passando 14 dias convalescendo na Casa de Saúde dr. Francisco Brasileiro. Em 27 de julho de 1953, veio a falecer. O atentado ganhou, à época, conotações políticas.
Plínio Lemos faleceu em São Paulo no dia 23 de abril de 1982.